# Saison 2001-2002 du Football Club auscitain
La saison 2001-2002 du Football Club auscitain voit le FC Auch évoluer en Pro D2.
L'équipe évolue cette saison sous les ordres des entraîneurs Henri Broncan et Philippe Bérot.

## Les matchs de la saison
Auch termine 5e du championnat avec 63 points soit 16 victoires, 1 nul et 13 défaites.

## Classement
| Rang | Club                  | J  | V  | N | D  | Pm   | Pe  | Diff | Pts |
| ---- | --------------------- | -- | -- | - | -- | ---- | --- | ---- | --- |
| 1    | Stade montois (R)     | 30 | 25 | 1 | 4  | 939  | 563 | +376 | 81  |
| 2    | FC Grenoble (R)       | 30 | 24 | 1 | 5  | 892  | 500 | +392 | 79  |
| 3    | CA Brive (R)          | 30 | 22 | 0 | 8  | 1009 | 516 | +493 | 74  |
| 4    | Lannemezan Tarbes     | 30 | 20 | 2 | 8  | 819  | 528 | +291 | 72  |
| 5    | FC Auch (R)           | 30 | 16 | 1 | 13 | 756  | 689 | +67  | 63  |
| 6    | RC Toulon             | 30 | 15 | 2 | 13 | 729  | 640 | +89  | 62  |
| 7    | Montpellier HR        | 30 | 16 | 0 | 14 | 770  | 706 | +64  | 62  |
| 8    | Stade aurillacois (R) | 30 | 14 | 2 | 14 | 694  | 743 | -49  | 60  |
| 9    | Aviron bayonnais      | 30 | 12 | 3 | 15 | 652  | 686 | -34  | 57  |
| 10   | US Tyrosse            | 30 | 10 | 2 | 18 | 657  | 808 | -151 | 52  |
| 11   | RC Aubenas            | 30 | 11 | 0 | 19 | 571  | 770 | -199 | 52  |
| 12   | US Marmande           | 30 | 10 | 1 | 19 | 637  | 854 | -217 | 51  |
| 13   | Métro Racing 92       | 30 | 10 | 1 | 19 | 530  | 741 | -211 | 51  |
| 14   | CA Périgueux (R)      | 30 | 9  | 3 | 18 | 541  | 864 | -323 | 51  |
| 15   | US Tours (P)          | 30 | 9  | 1 | 20 | 559  | 795 | -236 | 49  |
| 16   | RCS Rumilly           | 30 | 6  | 2 | 22 | 471  | 823 | -352 | 44  |

|  | Champion de France de Pro D2, promu en Top 14 (no 1) |
|  | Promu en Top 14 (no 2)                               |
|  | Relégation en Fédérale 1 (no 15 et no 16)            |
|  | R : relégués 2001 P : promu de Nationale 1 2000-2001 |

Attribution des points : victoire sur tapis vert : ?, victoire : 3, match nul : 2, défaite : 1, forfait : 0.
Règles de classement : ?

### À domicile
- Auch-Aubenas 37-5
- Auch-Aurillac 17-23
- Auch-Bayonne 23-19 : malgré 2 cartons jaunes en fin de match, Auch conserve le gain du match au courage.
- Auch-Brive 15-34 : l’ancien ouvreur international Alain Penaud maîtrise parfaitement son sujet dans ce match de haut de tableau.
- Auch-Grenoble 26-43 : ce match verra se révéler un futur grand joueur Brian Liebenberg qui partira ensuite au Stade français.
- Auch-Marmande 63-6
- Auch-Mont de Marsan 18-63 : large défaite contre les futurs champions de France et ses stars fidjienne Satala et Serevi.
- Auch-Montpellier 37-23
- Auch-Perigueux 40-18
- Auch-Racing 28-12
- Auch-Rumilly 33-25
- Auch-Tarbes 24-15 : ce derby joué devant 5000 spectateurs se résume à un duel de buteurs. 8 pénalités pour Gendre (Auch) contre 5 pour Burton (Tarbes) mais aussi 5 cartons jaunes et un rouge.
- Auch-Toulon 18-22 : une pénalité et un drop dans les 3 dernières minutes assure une victoire de Toulon pas forcément logique dans un match marqué par deux expulsions dès la 17è minute de jeu.
- Auch-Tyrosse 28-24
- Auch-Tours 42-12

### À l’extérieur
- Aubenas-Auch 16-30 : Auch se rassure chez le dernier de la poule.
- Aurillac-Auch 15-25
- Bayonne-Auch 15-17
- Brive-Auch 34-18
- Grenoble-Auch 21-17
- Marmande-Auch 36-26 : pour la dernière journée de championnat, match très aéré entre 2 équipes qui n’ont plus rien à jouer.
- Mont de Marsan-Auch 39-26
- Montpellier-Auch 30-21
- Périgueux-Auch 25-25
- Racing-Auch 9-15
- Rumilly-Auch 19-22 : une pénalité de Gendre à 3 minutes de la fin assure une victoire méritée.
- Tarbes-Auch 15-6
- Toulon-Auch 35-25
- Tyrosse-Auch 24-15
- Tours-Auch 12-19 : belle victoire chez le futur Auscitain Beñat Arrayet qui inscrit 4 pénalités contre ses futurs coéquipiers.

### Coupe de la ligue
- 1er Tour : Auch-Montauban 20-20 puis 22-40

## Effectif
- Arrières : David Bortolussi, Jérôme Suderie, Julien Mir
- Ailiers : Raphaël Bastide, Christophe Dalgalarondo, Vincent Jaffres, Eric Cazenavette
- Centres: Nicolas Pagotto, Alexandre Jaffrès, Julien Sarraute
- Ouvreurs : Jérôme Gendre, Frédéric Couzier
- Demis de mêlée : Thierry Lacourt, Anthony Salle-Canne, Stephen Lericheux
- Troisièmes lignes centre : Guillaume Bernad, Grégory Patat, Romain Terrain
- Troisièmes lignes aile : Jonathan Bell, Stephan Saint-Lary, Hamid Arif
- Deuxièmes lignes : Sandu Ciorăscu, Mikaera Tewhata, Jens Schmidt (en), Philippe Rodes, Benoît Durand
- Talonneurs : Grant Hill, Didier Dini, Tanguy Pascal, Cédric Delpech
- Piliers : Fabrice Delpech, Jean-Baptise Soucek, Redouane El Hafid, Sébastien Lopez, Grégory Menkarska, Mamuka Magrakvelidze, Yohan Marty

## Transferts en fin de saison

### Départs
- Anthony Salle-Canne à Colomiers
- David Bortolussi à Bordeaux-Begles
- Ludovic Courtade à Tarbes
- Meikaera Tewhata à Bayonne
- Grant Hill en Nouvelle-Zelande
- Jens Schmitt en Allemagne
- Jérôme Gendre à Narbonne
- Mamuka Magrakvelidze à Brive

### Arrivées
- Bernard Arrayet de Tours
- Lionel Camisuli de Clermont
- Beseki Khamashuridze de Toulon
- Nicolas Laffite de Périgueux